# Liste der Feldmarschallleutnante
Die Liste enthält Offiziere, denen der historische Dienstgrad Feldmarschallleutnant (Originalschreibweise der k.u.k. Militäradministratur: Feldmarschalleutnant) verliehen wurde, und zwar als letzter Dienstgrad, in folgenden Armeen:
- kaiserlich-habsburgische (Heiliges Römisches Reich bis 1806 bzw. Donaumonarchie bis 1804)
- Heer des Kaisertums Österreich 1804–1867
- gemeinsames Heer der österreichisch-ungarischen Monarchie 1867–1918
- österreichisches Bundesheer 1920–1938
- Königreich Ungarn 1920–1944

## Kaiserliche und k.(u.)k. Armee 1618–1918
(nach Geburtsjahren sortiert)
- Graf Hieronymus von Colloredo-Waldsee (1582–1638), starb nach dem Entsatz von Saint Omer
- Heinrich von Mercy (1596–1659)
- Lothar Dietrich von Bönninghausen (1598–1657)
- Luigi Gonzaga (1599–1660), Gouverneur von Raab
- Jan van der Croon (1600–1665), Stadtkommandant von Prag, Kommandierender General in Böhmen
- Johann Sigismund Mislik von Hirschov (1606–1666)
- Herzog Philipp Ludwig von Schleswig-Holstein-Sonderburg-Wiesenburg (1620–1689)
- Johann Raab von Haxthausen (1659–1733)
- Alessandro, Marchese di Maffei (1662–1730)
- Busso von Hagen (1665–1734), 1720 FML
- Graf Hermann Friedrich von Hohenzollern-Hechingen (1665–1733), 1708 FML, 1723 Feldmarschall
- Graf Hieronymus von Erlach (1667–1748), Schweizer, bis 1714 in kaiserlichen Diensten, dann als Schultheiss Oberhaupt von Stadt und Kanton Bern
- Maximilian von Petrasch (1668–1724), Kommandant der Festung Brod, später der Festung Tvrđa in Osijek[1]
- Ludwig Dietrich von Pfuhl (1669–1745), Kommandant der Festung Kehl
- Karl Joachim von Römer (1672–1741), gefallen in der Schlacht bei Mollwitz
- Arnold Franz von Tornaco (1696–1766)
- Freiherr Andreas Leopold Feuerstein von Feuersteinsberg (1697–1773), stieg vom einfachen Büchsenmeister zum Feldmarschalleutnant auf
- Johann Georg Carl von Hannig (1709–1784), Lokaldirektor Theresianische Militärakademie
- Freiherr Franz Maximilian Jahnus von Eberstädt (1711–1772), Maria-Theresienorden bei Landshut 1757; trat 1763 als Stadtkommandant in die Dienste der freien Stadt Hamburg
- Graf Johann O’Donnell von Tyrconell (1712–1784), Maria-Theresiaorden 1763
- Graf Krsto II. Oršić von Slavetich (1718–1782)
- Graf Ernst Giannini (1719–1775), Direktor der Ingenieurakademie, Großkreuz der Maria-Theresienordens als Generalstabschef des Feldmarschalls Laudon
- Baron (Janos) András Török de Nagyemőke Oberst (26.8.1720 – 11.10.1793), Theresienritter 23.1.1760 Kaaden (5. Promotion), Inhaber Török Regiment
- Jakob von Brockhausen (1724–1779), Maria-Theresienorden bei Hochkirch 1758
- Freiherr Franz Philipp von Elmpt (1724–1795), Feldmarschalleutnant 1789
- Karl von Callot (1727–1800), Regimentsinhaber 1. Artillerie-Regiment
- Joseph Canto d’Irles (1731–1797), Verteidiger von Mantua gegen Bonaparte 1796
- Konrad Valentin von Kaim (1731–1801), starb an Folgen seiner Verwundung in der Schlacht am Mincio 25. Dezember 1800
- Cornelius Hermann von Ayrenhoff (1733–1819), Offizier und Schriftsteller (Tragödien und Komödien)
- Andreas von Neu (1734–1803), Maria-Theresienorden für Verteidigung von Mainz 1795
- Adam Bajalich von Bajahaza (1734–1800), Grenzeroffizier, Maria-Theresienorden für Handschuhsheim 24. September 1795
- Franz Xaver von Wenkheim (1736–1794), gefallen 1794 bei Courtray
- Eduard d’Alton (1737–1793), ein Ire, Brigadier im Türkenkrieg 1788/89, gefallen 1793 bei Dünkirchen
- Johann von Mészáros de Szoboszló (1737–1801), Kommandeur des Maria-Theresienordens (Kaiserslautern 1795)
- Peter Vitus von Quosdanovich (1738–1802), Kommandeur des Maria-Theresienordens (Handschuhsheim 1795)
- Karl Ott von Bátorkéz (1738–1809), Kommandeur des Maria-Theresienordens (Novi 1799)
- Freiherr Joseph von Cavallar (1739–1812), Offizier und Ritter des k.u. Sankt Stephans-Orden. Gründer des Gestüts für Altösterreichisches Warmblut
- Friedrich von Hotze (1739–1799), Schweizer in österreichischen Diensten
- Graf Leopold von Strassoldo (1739–1809), Inhaber des Infanterieregimentes Nr. 27, Vater von FML Julius Cäsar von Strassoldo sowie der Radetzky-Gattin Franziska
- Friedrich von Schmerzing († 1795), gefallen bei Mainz
- Karl Philipp von Sebottendorf (1740–1818), Truppenführer in den Napoleonischen Kriegen
- Michael von Fröhlich (1740–1814), Truppenführer in den Koalitionskriegen
- Karl Philipp von Weidenfeld (1741–1811), Truppenführer in den Napoleonischen Kriegen
- Anton Ulrich von Mylius (1742–1812), ein Kölner, Truppenführer in allen Kriegen von 1760 bis 1805
- Graf Andreas Karaiczay de Wallje-Szaka (1744–1800), schwer verwundet bei Engen
- Heinrich von Schmitt (1744–1805), Chef des Generalquartiermeisterstabes, gefallen bei Dürnstein
- Moritz Gomez de Parientos (1744–1810), erster Direktor des Kriegsarchivs, erster Herausgeber der Österreichischen Militärischen Zeitschrift
- Anton Lipthay von Kisfalud (Anton von Liptay) (1745–1799), gefallen bei Verona
- Graf Karl von Mercandin († 1799), gefallen bei Magnano
- Franz Johann Weber von Treuenfels († 1809), gefallen bei Aspern
- Franz Jelačić von Bužim (1746–1810), Truppenführer in den Napoleonischen Kriegen
- Franz von Petrasch (1746–1820), Truppenführer in den Napoleonischen Kriegen
- Anton von Elsnitz (1746–1825), Truppenführer in den Napoleonischen Kriegen
- Sebastian von Maillard (1746–1822), Militärtechniker und -architekt, Erbauer des Wiener Neustädter Kanals
- Graf Johann Baptist von Alcaini (Alcaini) (1748–1799), den Verwundungen nach der Schlacht von Tortona erlegen
- Franz von Werneck (1748–1806), Kommandeur des Maria-Theresienordens (Würzburg 1796)
- Graf Friedrich August von Nauendorf (1749–1801), Truppenführer in den Koalitionskriegen
- Friedrich Heinrich von Gottesheim (1749–1808), Truppenführer in den Napoleonischen Kriegen
- Graf Antun Pejačević von Virovitica (1749–1802)
- Wenzel Buresch von Greifenbach (1750–1813), Maria-Theresienorden 1809 bei Aspern (Bureschgasse in Wien XXII.)
- Karl Mack von Leiberich (1752–1828), Generalquartiermeister, Niederlage bei Ulm 1805
- Joseph von Ulm (1752–1827), Truppenführer in den Napoleonischen Kriegen
- Joseph Philipp Vukasović (1755–1809), Grenzeroffizier, gefallen bei Wagram 1809
- Karl August von Schauroth (1755–1810), Reitergeneral
- Karl Friedrich am Ende (1756–1810), Truppenführer in den Napoleonischen Kriegen
- Graf Karl Joseph von Hadik-Futak (1756–1800), bei Marengo tödlich verwundet
- Graf Johann Benedikt de Nobili (1758–1823), Theresienritter 1793, 1811–1820 Direktor der Ingenieurakademie in Wien
- Joseph Armand von Nordmann (1759–1809), ursprünglich französischer, dann österreichischer Offizier – gefallen 1809 bei Wagram
- Franz Mauroy de Merville (1759–1816), 1809 bei Aspern und Wagram, 1814 am Mincio Kommandeur des Maria-Theresienordens
- Franz Philipp Fenner von Fenneberg (1759–1824), Gründer des Fenner-Jäger-Korps, aus dem die berühmten Tiroler Kaiser-Jäger-Regimenter hervorgingen
- Fürst Karl Aloys zu Fürstenberg (1760–1799), gefallen bei Liptingen 1799
- Daniel Mecséry deTsóor (1760–1823), Theresienritter 1794 als Rittmeister, Kommandeurkreuz für Günzburg 1805 als Generalmajor
- Johann von Prohaska (1760–1825), Chef des Generalquartiermeisterstabes
- Graf Maximilian Kollonitz von Kollógrad (1761–1827), Ritter des Militär-Maria-Theresien-Ordens
- Leopold von Trauttenberg (1761–1814), Truppenführer in den Napoleonischen Kriegen
- Jean-Baptiste Vaquette de Gribeauval (1762–1789), Verteidiger der Festung Schweidnitz
- Joseph Mesko von Felso-Kubiny (1762–1815), Husarenoffizier, Kommandeur des Maria-Theresienordens (Győr 1809)
- Johann Ludwig Alexander von Laudon (Loudon) (1762–1822), der Neffe des Feldmarschalls erwarb 1797 in Südtirol den Maria-Theresienorden
- Graf Nikolaus Ungnad von Weißenwolf (1763–1825), Theresienritter 1813 (Leipzig)
- Robert Thomas Swinburne (1763–1849), aus englischem Adel, Theresienritter 1805 (Verteidigung der Scharnitzer Klause)
- Graf Albert Gyulay von Maros-Németh und Nádaska (1766–1835), Theresienritter als Hauptmann bei Belgrad 1789, später Truppenführer in den Napoleonischen Kriegen
- Theodor Milutinovic von Milovsky, Freiherr von Weichselburg (1766–1836), im Siebenjährigen, im Bayerischen Erbfolge-, im Türkenkrieg und in den Kriegen 1792–1815
- Prinz Louis Victor Mériadec de Rohan, Herzog von Bouillon und Herzog von Montbazon (1766–1846)
- Ignaz Lenk von Treuenfeld (1766–1842), Festungskommandant in Karlsburg und Autor wissenschaftlicher Bücher
- Konstantin Karl d’Aspre (1767–1809), blieb am 6. Juli 1809 bei Wagram schwerverwundet bei seiner Truppe und starb einen Tag später
- Vinzenz Ferrerius von Bianchi (1768–1855), FML 1809
- Graf Ferdinand von Bubna und Littitz (1768–1825), Maria-Theresienorden 1813 bei Leipzig
- Graf Johann Nepomuk von Nostitz-Rieneck (1768–1840), Truppenführer bei Austerlitz, Aspern und Wagram – Kommandeur des Maria-Theresienordens (Leipzig 1813)
- Friedrich Karl von Fürstenwärther (1769–1856), Inhaber des Infanterie-Regiments Nr. 56, Divisionär in Mailand und Verona
- Prinz Friedrich Ludwig von Wied-Runkel (1770–1824), Truppenführer in den Napoleonischen Kriegen
- Ferdinand von Wintzingerode (1770–1818), österr. Feldmarschalleutnant, russ. General der Kavallerie und Generaladjutant des Zaren Alexander I. (Wintzingerodestraße in Wien XXII.)
- Friedrich von Bretschneider (1770–1846), Stadtkommandant von Mailand 1837
- Graf August Georg zu Leiningen-Westerburg-Neuleiningen (1770–1849), Vize-Gouverneur der Bundesfestung Mainz, Maria-Theresienritter, für die Schlacht bei Ulm, 1805.
- Karl Stutterheim (1770–1811), Theresienritter 1809 (Eggmühl und Wagram)
- Emanuel Dietrich von Hermannsberg (1771–1857), nahm als Artillerieoffizier von 1789 bis 1816 an 58 Gefechten teil und wurde 35-mal verwundet
- Alexander Franz Csorich von Monte Creto (1772–1847), erwarb als Oberleutnant 1800 den Maria-Theresienorden
- Karl Wilhelm von Scheibler (1772–1843)
- Franz von Scholl (1772–1838), Ingenieur für Festungsbau
- Gabriel von Collenbach (1773–1840), seit 1830 Feldmarschallleutnant, Ritter des Militär-Maria-Theresien-Orden
- Graf Franz Ludwig von Bigot de Saint-Quentin (1774–1854), Divisionär zu Hermannstadt (Sibiu)
- Maximilian Reising von Reisinger (1774–1848), Kommandant der Festung Josefstadt an der Elbe
- Joseph Siegmund von Novak (1774–1860), Theresienritter
- Joseph Friedrich von Palombini (1774–1850), 1814 aus der Armee des Königreichs Italien übernommen
- Fürst Moritz von Liechtenstein (1775–1819), Maria-Theresienorden für Stockach, Neckarhausen 1799 und Meßkirch 1800
- Graf Adam Albert von Neipperg (1775–1829), bewährter Truppenführer – Gemahl von Maria Louise von Parma, Exkaiserin von Frankreich
- Franz Georg Dominik von Waldstätten (1775–1843), Divisionär, 2. Inhaber des Tiroler Jäger-Regiments Kaiser Franz Josef I.
- Graf Ferdinand Wartensleben (1777–1821), Mitkämpfer in der Schlacht bei Aspern 1809 (Wartenslebengasse in Wien XXII.)
- Emmanuel von Mensdorff-Pouilly (1777–1852), Offizier in den Koalitionskriegen, Vizegouverneur der Bundesfestung Mainz
- Christian Wolfskeel von Reichenberg (1778–1809), Maria-Theresienorden für Dachau und Isny 1796 als Major, gefallen am Piave 1809
- Johann August von Turszky (Tursky) (1778–1856)
- Johann Ernst Hoyos-Sprinzenstein (1779–1849), Kommandant der Nationalgarde 1848
- Graf Rudolf von Salis-Zizers (1779–1840), Maria-Theresienorden als Major der Wiener Freiwilligen bei Ebelsberg 1809
- Friedrich Karl von Langenau (1782–1840), k. k. Wirklicher Geheimer Rat, kommandierender General in Illyrien, Innerösterreich und Tirol, Inhaber des Infanterieregiments Nr. 49 und Theresienritter
- Joseph Droste zu Vischering (1784–1845), FML 1840
- Balthasar von Simunich (1785–1861), Theresienritter
- Georg Heinrich von Ramberg (1786–1855), ein Hannoveraner, Maria-Theresienorden für den Kampf um Wien 1848
- Philipp von Bechtold (1787–1862)
- Josef von Skribanek (1788–1853), langjähriger Direktor des Militärgeographischen Instituts
- Ludwig von Wohlgemuth (1788–1851), Kommandeur des Maria-Theresienordens für Vigevano 1849
- August von Jetzer (1789–1862), Theresienritter, Festungskommandant der Bundesfestung Mainz, sodann Zivil und Militärgouverneur von Bologna
- Graf Franz Philipp von Lamberg (1791–1848), beim Versuch der Kommandoübernahme 1848 im revolutionären Budapest ermordet
- Graf Julius Cäsar von Strassoldo (1791–1855), Theresienritter, Inhaber des Infanterie-Regiments Nr. 61, Divisionskommandant in Mailand
- Joseph Castelliz (1791–1854)
- Johann Bordolo von Boreo (1792–1857), zweiter Inhaber des Infanterie-Regiments Prinz Friedrich Wilhelm von Preußen Nr. 20
- Karl Clam-Martinic (1792–1840), 1837 zum FML aufgestiegen, Generaladjutant des Kaisers und Chef der Militärsektion im Staatsrat
- Johann Wilhelm Burits von Pournay (1792–1858)
- Johann Franz Kempen, Freiherr von Fichtenstamm (1793–1863), erster Generalinspektor der österreichischen Gendarmerie
- Karl von Simbschen (1794–1870), Kriegsteilnehmer 1813–1815 und 1848/49
- Lazarus von Mamula (1795–1878), 1852 ff Zivil- und Militär-Gouverneur von Dalmatien, Inhaber des Infanterie-Regiments Nr. 25
- Ladislaus von Wrbna-Freudenthal (1795–1849), Kommandant der II. Armeekorps
- Wilhelm von Marsano (1797–1871), der „Prager Alkibiades“, Stratege und Schriftsteller (Dramatiker und Erzähler)
- Friedrich Jakob Heller von Hellwald (1798–1864), Generalstabsoffizier, Historiker, Schriftsteller
- Graf Johann Nobili (1798–1884), Kommandant des 8. Armeekorps, 1857 bis 1861 Obersthofmeister der Kaiserin Elisabeth
- Vinzenz Schlechta von Wschehrd (1798–1879), Geheimer Rat und Brigadier
- Thomas Friedrich Zobel (1799–1869), Kommandant des 7. Armeekorps
- Prinz Gustav von Wasa (1799–1877), Sohn des 1809 abgesetzten Königs Gustaf IV. von Schweden (Wasagasse in Wien IX.)
- Fürst Felix zu Schwarzenberg (1800–1852), Maria-Theresienorden für Curtatone-Goito 1848, Österr. Ministerpräsident 1848–1852
- Franz Norbert Joseph von Chavanne (1802–1872), Divisionair beim 4. Armeekorps
- Florian von Macchio (1802–1895), Divisionskommandeur, Regimentsinhaber
- Karl von Urban (1802–1877), erwarb als Grenzeroberst 1849 bei Maroszény den Maria-Theresienorden
- Johann von Löwenthal (1803–1891), Offizier und Attaché
- Joseph Ludwig Christoph Reichlin von Meldegg (1804–1886), Festungskommandant von Arad war, Temeswar und Komárno (nacheinander)[2]
- Graf Franz Anton Marenzi von Tagliuno und Talgate (1805–1886), Stadt- und Militärkommandant von Laibach (Ljubljana), Führung des Generalkommandos der 1. Armee
- Maximilian Coudenhove (1805–1889)
- Joseph Martini von Nosedo (1806–1868), Divisionär in Graz, Inhaber des Infanterieregiments Nr. 30 und Theresienritter
- August von Stillfried-Ratenicz (1806–1897), Inhaber des Infanterieregiments Nr. 50
- Stefan Wilhelm von Wernhardt (1806–1869), k. k. Kämmerer, Geheimer Rat, Inhaber des Linien-Infanterie-Regiments Nr. 16 und Oberleutnant der königlich ungarischen Leibgarde
- Freiherr August Giacomo Jochmus von Cotignola (1808–1881), ein Hamburger in griechischen, englischen, spanischen, türkischen und österreichischen Diensten
- Fürst Felix Jablonowski (1808–1857), Truppenführer, 1852 FML, Hofbeamter
- Graf Alexander Török von Szendrő (1809–1868), wirklicher Kämmerer und Divisionär
- Karl Moering (1810–1870), Truppenführer, politischer Publizist, Abgeordneter des Frankfurter Parlaments
- August von Fligely (1810–1879), Kartograph (Kap Fligely auf Franz Josefs-Land, Fligely-Fjord in Grönland)
- Franz von Uchatius (1811–1881), Techniker, Erfinder, Schöpfer der „Uchatius-Bronze“ (Stahlbronze) für die österreichische Artillerie
- Anton Benko von Boinik (1812–1875)
- Christian zu Leiningen-Westerburg (1812–1856)
- Leopold von Malowetz (1812–1876)
- Prinz Carl zu Solms-Braunfels (1812–1875), genannt „Texas-Carl“
- Josef Reznicek (1812–1886)
- Friedrich von Bianchi (1812–1865), FML 1854
- Heinrich Isaacson von Newfort (1813–1896), Befehlshaber der 34. Infanterietruppendivision und Militärkommandant von Temeswar
- Graf Alexander von Attems-Heiligenkreuz (1814–1896), Kriegsteilnehmer 1848/49
- Moritz von Ebner-Eschenbach (1815–1898), Techniker, Erfinder, Militärschriftsteller (Gemahl der Dichterin Marie Ebner-Eschenbach)
- Franz von Leonhardi (Leonhardi) (1815–1883)
- Eduard Johann Josef von Bergler (1817–1906)
- Alexander Benedek (1818–1878)
- Carl Nagy de Töbör-Ethe (1818–1881)
- Freiherr Otto von Hartlieb (1819–1888), Kommandant der Technischen Militär-Akademie in Wien
- Joseph von Gallina (1820–1883), Leiter des Generalstabs 1869–1874, Militärtheoretiker und -schriftsteller,
- Maximilian von Baumgarten (1820–1898)
- Alexander Pollack von Klumberg (1821–1889), Generalfuhrwesens- und Generalremontierungsinspektor sowie Inhaber des Kürassierregiments Nr. 9.
- Franz von Littrow (1821–1886), 1877 Leiter des Militärkommandos Triest
- Friedrich von Müller (1822–1892), Sektionschef im K.u.k-Reichskriegsministerium
- Otto von Scholley (1823–1907), zuvor u. a. Kommandeur des 4. Ulanenregiments
- Wilhelm Franz von Bibra (1824–1879), Sektionschef im Reichskriegsministerium
- Alexander Guran (1824–1888), Kommandant der k.u.k. Kriegsschule, Vorstand der 5. Abteilung des k.u.k. Kriegsministeriums, Leiter des K.u.k. Militärgeographischen Instituts.
- Freiherr Ludwig von Pielsticker (1824–1900), Kommandant der 28. Infanterie Truppendivision in Agram, k.u.k. Geheimer Rath
- Freiherr Friedrich von Fischer (1826–1907), Kommandant der Kriegsschule 1874–1881, Historiker
- August Neuber (1826–1907), Generalstabsoffizier in den Kriegen 1859 und 1866, Militärwissenschaftler und -schriftsteller
- Sigismund von Österreich (1826–1891)
- Stephan von Jovanović (1828–1885), Okkupation der Herzegowina 1878
- Freiherr Josef Wanka von Lenzenheim (1828–1907), Leiter des Militärgeographischen Institutes
- Freiherr Emanuel Salomon von Friedberg-Mírohorský (1829–1908), Generalstabschef bei Verona 1866
- Adolf von Sacken (1830–1900), Generalstabsoffizier, Historiker, Direktor des Kriegsarchivs
- Graf Ladislaus Szápáry (1831–1883), Maria-Theresienorden für Doboj 1878 (Okkupation Bosniens)
- Ritter Paul von Zach (1831–1891), Kommandant der 23. Infanterie-Brigade
- Friedrich Hotze (1833–1900)
- Emanuel Cvjetićanin (1833–1919), Kommandant der Gendarmerie in Bosnia und H.
- Liborius Hausner von Hauswehr (1834–1925)
- Rudolf Lenk von Wolfsberg (1834–1907), 1867 Generalstabschef der 1. Infanterie-Truppen-Division in Wien, 1875 Artilleriechef der 18. Infanterie-Truppen-Division in Zara, 1885 Kommandant der 30. Infanterie-Truppen-Division in Lemberg
- Anton Schaffer von Schäffersfeld (1835–1910), Festungskommandant von Krakau
- Ritter Wilhelm von Wagner (1835–1928), Artilleriefachmann, Kommandant der Technischen Militärakademie 1882–85
- Edler Anton Gebauer von Fülnegg (1836–1920), 1887 Kommandant des 3. Mährischen Infanterie-Regiments
- Georg Rohonczy von Felsöpulya (1837–1914)
- Ritter Hugo von Bilimek-Waissolm (1838–1896), Kommandant der 32. Infanteriedivision
- Moritz Josef von Brunner (1839–1904)
- Ludwig von Castaldo (1839–1910)
- Stephan Maria Mayerhoffer von Vedropolje (1839–1918), Kommandant der königlichen ungarischen Landwehr-Brigade Eszek (Osijek) Nr. 84
- Freiherr Emanuel Balás von Gyergo–Szent Myklós (1839–1928)
- Ritter Julius von Albach (1840–1925), erfolgreicher Reformator der Kartenzeichnung
- Freiherr Emil von Guttenberg (1841–1941), erster österreichischer Eisenbahnminister
- Ludwig Fischer-Colbrie (1843–1916), Divisionär von Lemberg und Wien, Ritter des Leopoldordens
- Ladislaus Cenna (1844–1916)
- Edler Emanuel von Rehberger (1846–1914), Kommandant der 30. Infanterie Truppendivision in Lemberg
- Ferdinand Pfeiffer von Julienfels (1846–1908)[3][4][5][6][7]
- Heinrich von Krauss (1847–1919)
- Wilhelm Anton Michael von Attems-Petzenstein (1848–1916), österreichischer Feldmarschalleutnant im Ersten Weltkrieg
- Graf Anatol von Bigot de Saint-Quentin (1849–1932), am 1. Januar 1913 Titular-General der Kavallerie, 1897 Regimentskommandant des K.u.k. Böhmisches Dragoner-Regiment „Herzog von Lothringen“ Nr. 7
- Adam Dembicki von Wrocien (1849–1933), Kommandant der Festung Budapest 1915 sowie Kommandant der Festung Hohensalzburg im Jahr 1916
- Cato Savij Edler von Lerville (1850–1920)
- Karl Edler von Reznicek (1850–1924)
- Heinrich Matic von Dravodol (1851–1923)
- Arthur von Hübl (1853–1932), Dr. h. c., Kartograph
- Ludwig Karl Franz Marenzi von Tagliuno und Talgate (1853–1935), bei der Kavallerie
- Karl von Kogutowicz (1853–1941), Kommandant der 1. Infanterie Truppendivision in Sarajewo
- Ernst Rudolf Alexander Salomon von Friedberg (1854–1945)[8], Kommandant des Brückenkopfes Kolomea 1915, Stadtkommandant von Czernowitz 1915, Inspizierender General der österreichischen Truppen im Königreich Ungarn bis Kriegsende 1918
- Ernst Anton von Froreich-Szábo (1855–1914), Honved-Offizier, der höchstrangige österreichisch-ungarische Offizier, der im Ersten Weltkrieg gefallen ist
- Eduard Baar von Baarenfels (1855–1935)
- Johann Tarbuk von Sensenhorst (1856–1919)
- Hugo Kuczera (1856–1916), 1916 Kommandeur der 94. Infanteriedivision
- Theodor von Leonhardi (Leonhardi) (1856–1927), FML Char. ad hon. u. pens.
- Albert Abele von und zu Lilienberg (1857–1927), Kommandant der 2. Kavallerietruppendivision während des Ersten Weltkriegs
- Edler Edmund Lober von Karstenrod (1857–1930)
- Wilhelm Buschek (1857–1915), Landwehrdivisionskommandeur 1910–1911[9]
- Edler Adam Brandner von Wolfszahn (1857–1940), Divisionskommandeur galizische Front 1914, Militärkommandant von Krakau 1915–1918
- Arthur Giesl von Gieslingen (1857–1935)
- Adalbert Spányik von Dömeháza (1858–1930), Flügeladjutant von Kaiser Franz Joseph I., FML. 1. Juni 1916
- Ferdinand Blechinger (1858–1922), Festungskommandant von Sarajevo
- Prinz Zdenko Lobkowitz, Herzog von Raudnitz (1858–1933), Generaladjutant von Kaiser Karl I., FML. 4. Juni 1917
- Arthur Winkler von Hermaden (1858–1934), zuletzt Kommandant der 61. Infanterie-Truppen-Division
- Guido Novak von Arienti (1859–1928), Kommandant der Theresianischen Militärakademie 1917/18
- Wilhelm von Reinöhl (1859–1918), Kommandeur der 62. Infanteriedivision 1918
- Freiherr/Baron Johann Boeriu von Polichna (1859–1949), Vorsitzender des Berufsehrenrates im k. u. k. Kriegsministerium, verhinderte Anfang 1919, mit seinem, aus 60.000 rumänischen Soldaten bestehendes, k.u.k. rumänisch-transsylvanisches Heer, die bolschewistische Revolution in Wien und Prag
- Alois Pick (1859–1945), Generaloberstabsarzt im Range eines Feldmarschall-Leutnants, betrieb maßgeblich den Ausbau des Sanitätswesens der Österreichisch-Ungarischen Streitkräfte während des Ersten Weltkrieges
- Graf Gabriel Franz Marenzi von Tagliuno und Talgate (1861–1934), Kommandeur der 7. Artilleriedivision
- Franz Höfer von Feldsturm (1861–1918), Stellvertreter des Chefs des Generalstabs der österreich-ungarischen Armee
- Eduard Zanantoni (1862–1933), Stadtkommandant von Prag 1918
- Adolf von Aust (1862–1938), Kommandeur der 15. Infanterie-Division 1916
- Ludwig Goiginger (1863–1931), Kommandeur des XXIV. Korps (ital. Front), ab Oktober 1918 des XVIII. Korps, das Österreich an die Westfront entsandt hatte
- Edler Eduard von Böltz (1864–1918), Stadtkommandant von Odessa
- Adalbert Benke von Tardoskedd (1864–1939)
- Edler Artur von Mecenseffy (1865–1917), der höchstrangige österreichische Offizier, der im Ersten Weltkrieg gefallen ist (siehe Froreich-Szábo)
- Emil Baumgartner von Wallbruck (1865–1938), Kommandeur der 7. Infanteriedivision 1918
- Josef Schneider von Manns-Au (1865–1945), Kommandeur der 28. Infanteriedivision, Theresienritter, General der Infanterie im 1. Bundesheer
- Freiherr Erwin Zeidler von Görz (1865–1945), Kommandeur des 23. Armeekorps
- Carl von Bardolff (1865–1953), Leiter der Bekleidungs- und Verpflegungssektion 1918, später SA-Oberführer
- Oskar von Heimerich (1865–1955), letzter Kommandant der k.u.k. technischen Militärakademie Mödling bei Wien (1915–1918).
- Ritter Otto Josef von Berndt (1865–1957)
- Géza Lukachich von Somorja (1865–1943), Stadtkommandant von Budapest 1918
- Karl Zahradniczek Edler von Kastelik (1865–1951), Enthebungsgruppe im Kriegsministerium
- Anton Goldbach von Sulitaborn (1866–1924)
- Adolf von Boog (1866–1929), Oberbefehlshaber der Volkswehr 1918–1919
- Elder Heinrich Wieden von Alpenbach (1866–1933), Kommandant der Edelweiß-Division 1918
- Stanisław Puchalski (1867–1931), Oberkommandierender der Polnischen Legionen in 1916
- Ritter Maximilian von Hoen (1867–1940), Historiker, Direktor des Kriegsarchivs in Wien
- Wilhelm Friedrich Otto Bánkowski von Frugnoni (1867–1932), Kommandant der 56. Gebirgsbrigade, Generalstabschef der Landesverteidigung Tirols unter GO Dankl
- Karl von Gerabek (1867–1942), Kommandant der 50. Infanteriedivision 1918
- Joseph Metzger (1870–1921), 1914 Leiter der Operationsabteilung des Generalstabs, 1918 Kommandant der 1. Infanteriedivision an der Westfront. Träger des Maria Theresien Ritterordens.

## Österreichisches Bundesheer 1920–1938
- Ludwig Hülgerth (1875–1939), Kommandant der Frontmiliz 1936–1938
- Oskar von Englisch-Popparich, (1879–1954), Kommandant der 4. Brigade (Linz) 1926–1931
- Karl Tarbuk (1881–1966), Leiter der österreichischen Militärdelegation bei der Abrüstungskonferenz in Genf
- Ernst Klepsch-Kirchner (19.4.1881 in Aussig – 20.11.1971 in Wien), Inf.-Kadettenlehramt der k.u.k., später Generalstabstätigkeiten, nach '45 u. a. Kriegsgräberfürsorge[10]
- Eugen Beyer (1882–1940), Kommandant der 6. Brigade (Innsbruck) 1935–1938
- Johann Friedländer (1882–1945), Leiter der Ausbildungsabteilung bis 1937, im KZ ermordet
- Theodor Haselmayr (1882–1950), Kommandant der 2. Division, Stadtkommandant von Wien bis 1938
- Johann Kubena (1882–1955), Sektionschef I im BMfLV; 1939 aus politischen Gründen pensioniert
- Wilhelm Gebauer (1882–1972), Kommandant der 3. Brigade (St. Pölten) 1932–1937
- Rudolf Materna (1883–1938), Vorstand der Mobilisierungsabteilung 1935
- Karl Leitner TchnDr., Ing. (1883–1953), im Kriegstechnischen Stab tätig, Bundesministerium für Landesverteidigung
- Friedrich Janda, Ing.,(1878–1964), ab 1924 Kommandant der 3. Brigade in St. Pölten, Niederösterreich
- Alfred Jansa (von Tannenau) (1884–1963), Chef des Generalstabs 1936–1938
- Alfred von Waldstätten (1872–1952), 1917 Chef der Operationsabteilung des Generalstabes (GM, 1935 Tit.-FML)

## Königreich Ungarn 1920–1944
(Hier lautete der Rang allerdings „Altábornagy“, was die ungarische Bezeichnung für den Feldmarschalleutnant war.)
- Ernö Vitéz Gyimesi (vor 1918: Ernst Gross) (1888–1957), Kommandeur des VII. Korps 1942/43
- József Heszlényi (1890–1945), Kommandeur der 3. Armee 1944
- Mihaly von Ibranyi, Vitez von Vaja und von Ibrany (1895–1962), Kommandeur des V. Korps 1944
- Bela Vitez Miklos, Edler von Dalnoki (1890–1948), Kommandierender General des Schnellen Korps 1941
- Székely János (1889–?)